# Черлино, Фортунато
Фортунато Черлино (итал. Fortunato Cerlino; род. 17 июня 1971, Неаполь, Кампания, Италия) — итальянский актёр. С 1997 года снялся в нескольких итальянских и американских телесериалах и фильмах.

## Фильмография

### Фильмы
| Год  | Название   | Роль               | Примечания |
| ---- | ---------- | ------------------ | ---------- |
| 2008 | «Гоморра»  | Сын фермера        |            |
| 2009 | «Фортапаш» | Городской советник |            |
| 2016 | «Инферно»  | Охранник           |            |
| 2017 | «Семья»    | Доктор Минерва     |            |
| 2017 | «Ястребы»  | Пеппе              |            |

### Телевидение
| Год       | Название   | Роль                 | Примечания  |
| --------- | ---------- | -------------------- | ----------- |
| 2014—2017 | «Гоморра»  | Дон Пьетро Савастано | 25 эпизодов |
| 2015      | «Ганнибал» | Ринальдо Пацци       | 4 эпизода   |
| 2017      | «Медичи»   | Мастро Бредани       | 3 эпизода   |
| 2018      | «Британия» | Веспасиан            | 9 эпизодов  |